# Skidniów
Skidniów est une localité polonaise de la gmina de Kotla, située dans le powiat de Głogów en voïvodie de Basse-Silésie.